# Dominique-Marie Varlet
Pour les articles homonymes, voir Varlet.
 (mars 2017).
Si vous disposez d'ouvrages ou d'articles de référence ou si vous connaissez des sites web de qualité traitant du thème abordé ici, merci de compléter l'article en donnant les références utiles à sa vérifiabilité et en les liant à la section « Notes et références ».
Dominique-Marie Varlet (Paris, le 15 mars 1678 - Rijswijk, le 14 mai 1742) est un évêque catholique français à l'origine du schisme avec l'Église catholique qui a abouti à l’Église vieille-catholique.

## Biographie
Dominique-Marie Varlet était le fils de comédiens parisiens. Son père était Achille Varlet, connu sous le nom de Sieur de Verneuil ; son oncle, Charles Varlet, dont le nom de scène était La Grange, était un des acteurs les plus connus de la troupe de Molière. Comme Molière et comme leurs amis, dont également le savant et philosophe Blaise Pascal, les parents  Varlet étaient probablement très proches des milieux jansénistes du monastère de Port-Royal.
Il étudia à Paris au Grand Séminaire des Oratoriens eux aussi influencés par Port-Royal, il passa son doctorat en 1706 en Sorbonne. La même année il fut ordonné prêtre et exerça son ministère tout d'abord dans différentes paroisses autour de Paris. En 1711, il entra au Séminaire des missions étrangères, d’où il fut en 1712 envoyé au Canada comme missionnaire pour évangéliser les Indiens de la Nouvelle-France de 1713 à 1718. Le 17 septembre 1718, il est nommé évêque titulaire d'Ascalon (de). Lors d’un séjour à Québec en 1718 il fut rappelé en France par sa hiérarchie, nommé évêque coadjuteur de Mgr Louis-Marie Pidou de Saint-Olon (1637-1712), évêque in partibus de Babylone et consacré à Paris le 19 février 1719  par Jacques de Goyon de Matignon, évêque émérite de Condom.
Il part donc pour la Perse, devant passer par la Russie et fait escale à Amsterdam. Il y apprend que le siège épiscopal d'Utrecht est vacant, le pape refusant le candidat proposé par le chapitre de la cathédrale d’Utrecht, le chanoine Corneille Steenoven soupçonné de jansénisme.
Varlet accepte de confirmer plusieurs centaines de personnes puis repart pour rejoindre son évêché à Babylone ; il s'établit à Shamaké (aujourd’hui en Azerbaïdjan). Le 26 mars 1720 il apprend que Rome l’a suspendu de ses fonctions depuis le 7 mai 1719, à la suite des confirmations qu'il a administrées en Hollande.
Il repart en Europe, tente en vain de faire lever son interdiction puis va se réfugier aux Pays-Bas. Il y consacre, contre les ordres du pape, plusieurs évêques au siège d'Utrecht : Steenoven, en 1724 son successeur élu Corneille-Jean Barchman, en 1733 le successeur de ce dernier Théodore van der Croon enfin en 1739 le successeur du précédent, Pierre-Jean Meindartz.
Varlet ainsi que les évêques élus consacrés par lui et leurs partisans sont excommuniés comme schismatiques : ce schisme marque la naissance de l'Église vieille-catholique, qui recueille nombre d'opposants à la bulle Unigenitus.